# Gong Lijiao
Gong Lijiao (巩立姣S, Gǒng LìjiāoP; Luquan, 24 gennaio 1989) è una pesista cinese, campionessa olimpica a Tokyo 2020 e campionessa mondiale a Londra 2017 e Doha 2019.
In carriera ha vinto inoltre un bronzo ai Giochi olimpici di Londra 2012, un argento e due bronzi mondiali rispettivamente a Pechino 2015, Berlino 2009 e Mosca 2013.

## Palmarès
| Anno | Manifestazione      | Sede           | Evento         | Risultato | Prestazione | Note                                     |
| ---- | ------------------- | -------------- | -------------- | --------- | ----------- | ---------------------------------------- |
| 2007 | Mondiali            | Osaka          | Getto del peso | 6ª        | 18,66 m     |                                          |
| 2008 | Asiatici indoor     | Doha           | Getto del peso | Oro       | 18,17 m     | Record dei campionati                    |
| 2008 | Giochi olimpici     | Pechino        | Getto del peso | Bronzo    | 19,20 m     |                                          |
| 2009 | Campionati asiatici | Canton         | Getto del peso | Oro       | 19,04 m     |                                          |
| 2009 | Mondiali            | Berlino        | Getto del peso | Bronzo    | 19,89 m     | Miglior prestazione personale            |
| 2010 | Mondiali indoor     | Doha           | Getto del peso | 8ª        | 18,64 m     |                                          |
| 2010 | Giochi asiatici     | Canton         | Getto del peso | Argento   | 19,67 m     |                                          |
| 2011 | Mondiali            | Taegu          | Getto del peso | Bronzo    | 19,97 m     |                                          |
| 2012 | Giochi olimpici     | Londra         | Getto del peso | Argento   | 20,22 m     | Miglior prestazione personale stagionale |
| 2013 | Mondiali            | Mosca          | Getto del peso | Bronzo    | 19,95 m     |                                          |
| 2014 | Mondiali indoor     | Sopot          | Getto del peso | Bronzo    | 19,24 m     | Miglior prestazione personale stagionale |
| 2014 | Giochi asiatici     | Incheon        | Getto del peso | Oro       | 19,06 m     |                                          |
| 2015 | Mondiali            | Pechino        | Getto del peso | Argento   | 20,30 m     |                                          |
| 2016 | Giochi olimpici     | Rio de Janeiro | Getto del peso | 4ª        | 19,39 m     |                                          |
| 2017 | Mondiali            | Londra         | Getto del peso | Oro       | 19,94 m     |                                          |
| 2018 | Mondiali indoor     | Birmingham     | Getto del peso | Bronzo    | 19,08 m     | Miglior prestazione personale stagionale |
| 2018 | Giochi asiatici     | Giacarta       | Getto del peso | Oro       | 19,66 m     |                                          |
| 2019 | Campionati asiatici | Doha           | Getto del peso | Oro       | 19,18 m     | Miglior prestazione personale stagionale |
| 2019 | Mondiali            | Doha           | Getto del peso | Oro       | 19,55 m     |                                          |
| 2021 | Giochi olimpici     | Tokyo          | Getto del peso | Oro       | 20,58 m     | Miglior prestazione personale            |
| 2022 | Mondiali            | Eugene         | Getto del peso | Argento   | 20,39 m     | Miglior prestazione personale stagionale |
| 2023 | Mondiali            | Budapest       | Getto del peso | Bronzo    | 19,69 m     |                                          |
| 2023 | Giochi asiatici     | Hangzhou       | Getto del peso | Oro       | 19,56 m     |                                          |
| 2024 | Giochi olimpici     | Parigi         | Getto del peso | 5ª        | 19,27 m     |                                          |
| 2025 | Mondiali indoor     | Nanchino       | Getto del peso | 5ª        | 18,84 m     |                                          |

## Altre competizioni internazionali
2014
- Bronzo al Golden Gala Pietro Mennea ( Roma), getto del peso - 19,17 m
- Argento all'Athletissima ( Losanna), getto del peso - 19,65 m
- Bronzo in Coppa continentale ( Marrakech), getto del peso - 19,23 m

2017
- Vincitrice della Diamond League nella specialità del getto del peso

2018
- Vincitrice della Diamond League nella specialità del getto del peso

2019
- Vincitrice della Diamond League nella specialità del getto del peso